# خوشه‌چینان
خوشه‌چینان (فرانسوی: Des glaneuses‎) یک نقاشی رنگ روغن بر روی کرباس اثر ژان‌فرانسوا میله، نقاش واقع‌گرا و طبیعت‌گرای فرانسوی است که در سال ۱۸۵۷ طرح شد. نقاشی نمایانگر سه زن دهقان در حال خوشه‌چینی محصول در یک کشتزار دانه‌های گندم پس از درو و برداشت است که با تکنیک و شیوهٔ طراحی در فضای باز طرح شده. نقاشی از آن جهت مشهور است که نمایانگر قشر رده‌پایین طبقات اجتماعی و جامعهٔ روستایی است.

## تاریخچه
میله که در اکتبر ۱۸۱۴ از خانواده‌ای فقیر متولد گردیده بود چنین برداشت می‌شد که دهقان به دنیا آمده و دهقان خواهد ماند اما پدرش مخالف این سطح فکر بود و علاقه داشت که فرزندش یک هنرمند شود، او می‌گفت که می‌خواهم چیزی بشود که نتیجهٔ آن تصور دریافت رنگ و نور به شکل مستقیم از طبیعت باشد، چه در چشم‌انداز و چه در چهره. میله عمدهٔ کار خود را هم در حقیقت بر روی همین ژانر یعنی کشاورز و دهقان و مزرعه و غیره قرار داد چیزی که بعدها انتقادات وسیعی برایش به همراه داشت.